# Diocesi di Danaba
La diocesi di Danaba (in latino Dioecesis Danabena) è una sede soppressa e sede titolare della Chiesa cattolica.

## Storia
Danaba, tra Palmira e Damasco nell'odierna Siria, è un'antica sede vescovile della provincia romana della Fenicia Seconda nella diocesi civile d'Oriente. Faceva parte del patriarcato di Antiochia ed era suffraganea dell'arcidiocesi di Damasco, come attestato da una Notitia episcopatuum del VI secolo.
Due soli i vescovi noti di questa diocesi: Teodoro, che si fece rappresentare al concilio di Calcedonia del 451 dal suo metropolita Teodoro di Damasco, e che sottoscrisse nel 458 la lettera dei vescovi della Fenicia Seconda all'imperatore Leone I dopo l'uccisione di Proterio di Alessandria; e Eulogio, che fu tra i partecipanti al secondo concilio di Costantinopoli nel 553.
Dal XVIII secolo Danaba è annoverata tra le sedi vescovili titolari della Chiesa cattolica; la sede è vacante dal 1º settembre 1964.

## Cronotassi

### Vescovi greci
- Teodoro † (prima del 451 - dopo il 458)
- Eulogio † (menzionato nel 553)

### Vescovi titolari
- Miguel Esteban Pérez Estremera, O.S.Iacobi † (3 agosto 1729 - prima del 5 agosto 1732 deceduto)
- Johann Joseph Schüller von Ehrenthal † (18 luglio 1783 - 14 settembre 1794 deceduto)
- Ignazio Natale di Monterosato † (21 maggio 1827 - ?)
- Carlo Caccia Dominioni † (28 settembre 1855 - 3 agosto 1857 nominato vescovo titolare di Famagosta)
- John Marcellus Peter Augustine Verot, P.S.S. † (21 dicembre 1857 - 14 luglio 1861 nominato vescovo di Savannah)
- Edmond-François Guierry, C.M. † (22 settembre 1864 - 8 agosto 1883 deceduto)
- Marijan Marković, O.F.M. † (27 marzo 1884 - 20 giugno 1912 deceduto)
- Gabriel Tappouni † (14 settembre 1912 - 19 gennaio 1913 nominato vescovo titolare di Batne dei Siri)
- Arnold Frans Diepen † (11 febbraio 1915 - 22 dicembre 1919 nominato vescovo di 's-Hertogenbosch)
- Walentyn Wojciech † (8 marzo 1920 - 29 maggio 1940 deceduto)
- Albert Soegijapranata, S.I. † (1º agosto 1940 - 3 gennaio 1961 nominato arcivescovo di Semarang)
- Luis Mena Arroyo † (13 luglio 1961 - 1º settembre 1964 nominato arcivescovo coadiutore di Chihuahua)